# Зейнаб Мокаллед
Зейнаб Мокаллед (Джаржу, нар. 1936) — ліванська екологічна активістка, що бореться зі стихійним засміченням Лівану, організовуючи місцевих жінок.

## Життєпис
Народилася в 1936 році в селі Джарджу в районі Набатія в Лівані. Здобула магістерський ступінь (Sertifica) в 1949 році в Лівані. У 1955 році отримала педагогічне свідоцтво і почала працювати за фахом: вчителькою спочатку в школі Аль-Мусайтбех та школі для дівчат у Набатія, а потім у державній школі Арабсалім з 1958 році, де залишалася до 1970 року. 
У 1970 році здобула магістерський ступінь з арабської літератури. Потім вивчала арабську літературу в середній школі Аль-Сабах і здобула ступінь доктора філософії. У 2000 році вийшла на пенсію.

## Активізм
У 1985 році село Арабсалім на півдні Лівану, де проживала Зейнаб Мокаллед, окупували ізраїльські війська. Через це комунальні служби з вивезення сміття припинили роботу, і наступні кілька років воно накопичувалося на вулицях. У середині 1990-х Мокаллед звернулася до губернатора провінції з проханням допомогти вирішити кризу накопичених відходів, але той відмовився допомогти жителям.
Розуміючи, що місцева влада не втрутиться, Мокаллед вирішила згуртувати жінок для вирішення проблеми. Її подруга Хадіджа Фархат купила вантажівку для перевезення сміття, і вони ходили буквально від дверей до дверей, переконуючи жительок села допомогти збирати та сортувати сміття. Ініціативу підтримали десятки жінок. Зейнаб Мокаллед перетворила власний сад на сортувальну зону для переробки відходів. Оскільки волонтерки не мали підтримки від влади, вони оплачували все самі.
Через три роки від початку проєкту муніципальна влада надала кілька урн для сміття та виділила частину землі, щоб Мокаллед більше не доводилося використовувати свій сад. Це був перший та останній внесок місцевої влади.
Мокаллед заснувала недержавну організацію "Недаа Аль-Ард" (араб. «поклик Землі»). Жінки Арабсаліма підтримують свої вулиці в чистоті та безпеці, сортують та переробляють скло, папір і пластик. Програма переробки вторсировини працює без державної підтримки вже понад 20 років, за участю менш ніж 50 активних волонтерок, які роблять щорічний внесок. На початку 2017 року було запущено проєкт перетворення відходів на компост, що також важливо в посушливому Лівані. Проєкт виробництва органічного гною з використанням гельмінтів виник у рамках проєкту Програми розвитку ООН «Екологічно дружні ідеї». Село Зейнаб Мокаллед стало зразковим селом у сфері поводження з відходами в Лівані, оскільки країна стикається зі складною кризою з відходами.